# Thalassaphorura halophila
Thalassaphorura halophila är en urinsektsart som först beskrevs av Bagnall 1935.  Thalassaphorura halophila ingår i släktet Thalassaphorura, och familjen blekhoppstjärtar. Arten är reproducerande i Sverige.